# Titularbistum Catenna
Catenna ist ein  Titularbistum der römisch-katholischen Kirche. Es geht zurück auf ein gleichnamiges antikes Bistum in der kleinasiatischen Landschaft Pamphylien im südwestlichen Kleinasien in der heutigen Türkei. Catenna war in der Antike wohl keine Stadt, sondern bezog sich auf den Namen des bei Strabon erwähnten Volks der Katenner; vielleicht ist es mit dem pamphylischen Kotenna gleichzusetzen.
| Titularbischöfe von Catenna |                         |                                                   |                 |                   |
| Nr.                         | Name                    | Amt                                               | von             | bis               |
| 1                           | Élie Anicet Latulipe    | Apostolischer Vikar von Temiskaming (Kanada)      | 1. Oktober 1908 | 31. Dezember 1915 |
| 2                           | Ramón Calvó y Martí OFM | Apostolischer Vikar von El Beni o Beni (Bolivien) | 13. August 1919 | 5. März 1926      |